# Copa América 1983/Kader
Dieser Artikel enthält die Kader der 10 Nationalmannschaften bei der Copa América 1983. Die Spiele mit statistischen Details beinhaltet der Artikel Copa América 1983/Spiele.

## Gruppe A

### Chile
| Position   | Name                         | Verein                  | Geburtsdatum  | Alter | Anzahl der Spiele | Tor | Rote Karte |
| ---------- | ---------------------------- | ----------------------- | ------------- | ----- | ----------------- | --- | ---------- |
| Torwart    | Marco Cornez                 | CSD Colo-Colo           | 15. Okt. 1957 | 25    | 1                 | 0   | 0          |
| Torwart    | Roberto Rojas                | CD Palestino            | 8. Aug. 1957  | 26    | 3                 | 0   | 0          |
| Abwehr     | Rodolfo Dubó                 | CD Universidad Católica | 11. Sep. 1953 | 29    | 4                 | 2   | 0          |
| Abwehr     | Rubén Espinoza               | CD Universidad Católica | 1. Juni 1961  | 22    | 4                 | 1   | 0          |
| Abwehr     | Alejandro Hisis              | CSD Colo-Colo           | 16. Feb. 1962 | 21    | 4                 | 0   | 0          |
| Abwehr     | Juan Soto                    | CD Palestino            | 25. Juni 1953 | 30    | 3                 | 0   | 0          |
| Abwehr     | René Valenzuela              | CD Universidad Católica | 20. Apr. 1955 | 28    | 4                 | 0   | 0          |
| Mittelfeld | Leonel Herrera Rojas         | CSD Colo-Colo           | 10. Okt. 1948 | 34    | 3                 | 0   | 0          |
| Mittelfeld | Juan Carlos Orellana         | CD O’Higgins            | 21. Juni 1955 | 28    | 4                 | 1   | 0          |
| Mittelfeld | Marcelo Pacheco              | Naval de Talcahuano     | 18. März 1958 | 25    | 2                 | 0   | 0          |
| Mittelfeld | Luis Rojas                   | Unión Española          | 5. Apr. 1954  | 29    | 4                 | 0   | 0          |
| Sturm      | Jorge Aravena                | CD Universidad Católica | 22. Apr. 1958 | 25    | 4                 | 2   | 0          |
| Sturm      | Óscar Arriaza                | Naval de Talcahuano     | 30. Jan. 1956 | 27    | 3                 | 1   | 0          |
| Sturm      | Juan Rojas                   | CSD Colo-Colo           | 7. Aug. 1957  | 26    | 2                 | 0   | 1          |
| Sturm      | Óscar Herrera                | Naval de Talcahuano     | 3. Jan. 1959  | 24    | 1                 | 0   | 0          |
| Sturm      | Osvaldo Hurtado Galleguillos | CD Universidad Católica | 2. Nov. 1957  | 25    | 1                 | 0   | 0          |
| Sturm      | Juan Carlos Letelier         | CD Cobreloa             | 20. Mai 1959  | 24    | 4                 | 1   | 0          |

Trainer:  Luis Ibarra

### Uruguay
| Position   | Name                  | Verein                      | Geburtsdatum  | Alter | Anzahl der Spiele | Tor | Rote Karte |
| ---------- | --------------------- | --------------------------- | ------------- | ----- | ----------------- | --- | ---------- |
| Torwart    | Julio Acuña           | Defensor Sporting           | 11. Dez. 1954 | 28    | 0                 | 0   | 0          |
| Torwart    | Gustavo Fernández     | Peñarol Montevideo          | 16. Feb. 1952 | 31    | 0                 | 0   | 0          |
| Torwart    | Rodolfo Rodríguez     | Nacional Montevideo         | 20. Jan. 1956 | 27    | 8                 | 0   | 0          |
| Torwart    | José Luis Sosa        | Gimnasia y Esgrima La Plata | 1. Jan. 1956  | 27    | 0                 | 0   | 0          |
| Abwehr     | Eduardo Mario Acevedo | Defensor Sporting           | 25. Sep. 1959 | 23    | 8                 | 1   | 0          |
| Abwehr     | Víctor Diogo          | Peñarol Montevideo          | 9. Apr. 1958  | 25    | 5                 | 1   | 0          |
| Abwehr     | Raúl Esnal            | Montevideo Wanderers        | 23. Apr. 1956 | 27    | 1                 | 0   | 0          |
| Abwehr     | Washington González   | Nacional Montevideo         | 6. Dez. 1955  | 27    | 8                 | 0   | 0          |
| Abwehr     | Nelson Gutiérrez      | Peñarol Montevideo          | 13. Apr. 1962 | 21    | 5                 | 0   | 1          |
| Abwehr     | Néstor Montelongo     | Peñarol Montevideo          | 20. Feb. 1955 | 28    | 4                 | 0   | 1          |
| Abwehr     | Walter Olivera        | Atlético Mineiro            | 16. Aug. 1952 | 30    | 2                 | 0   | 0          |
| Abwehr     | Eliséo Rivero         | Danubio FC                  | 27. Dez. 1957 | 25    | 0                 | 0   | 0          |
| Mittelfeld | Nelson Agresta        | Sud América                 | 2. Aug. 1955  | 28    | 8                 | 0   | 0          |
| Mittelfeld | Jorge Barrios         | Montevideo Wanderers        | 24. Jan. 1961 | 22    | 8                 | 0   | 0          |
| Mittelfeld | Miguel Bossio         | Peñarol Montevideo          | 10. Feb. 1960 | 23    | 2                 | 0   | 0          |
| Mittelfeld | Alfredo De los Santos | Defensor Sporting           | 12. Feb. 1956 | 27    | 1                 | 0   | 0          |
| Mittelfeld | Juan Eduardo Ferrari  | Nacional Montevideo         | 1. Jan. 1965  | 18    | 0                 | 0   | 0          |
| Mittelfeld | Víctor Rabuñal        | Club Atlético Bella Vista   | 8. Jan. 1962  | 21    | 0                 | 0   | 0          |
| Mittelfeld | Alberto Raúl Santelli | Defensor Sporting           | 14. Juni 1963 | 20    | 1                 | 1   | 0          |
| Mittelfeld | Mario Saralegui       | Peñarol Montevideo          | 24. Apr. 1959 | 24    | 4                 | 0   | 1          |
| Mittelfeld | Carlos Vázquez        | Club Atlético Bella Vista   | 12. März 1962 | 21    | 0                 | 0   | 0          |
| Mittelfeld | Jorge Villazán        | Nacional Montevideo         | 5. Okt. 1962  | 20    | 1                 | 0   | 0          |
| Sturm      | Luís Alberto Acosta   | Montevideo Wanderers        | 15. Dez. 1952 | 30    | 7                 | 0   | 1          |
| Sturm      | Carlos Aguilera       | Nacional Montevideo         | 21. Sep. 1964 | 18    | 8                 | 3   | 0          |
| Sturm      | Antonio Alzamendi     | Nacional Montevideo         | 7. Juni 1956  | 27    | 0                 | 0   | 0          |
| Sturm      | Wilmar Cabrera        | Nacional Montevideo         | 31. Juli 1959 | 24    | 8                 | 2   | 0          |
| Sturm      | Enzo Francescoli      | River Plate                 | 12. Nov. 1961 | 21    | 4                 | 1   | 0          |
| Sturm      | Arsenio Luzardo       | Nacional Montevideo         | 4. Sep. 1959  | 23    | 3                 | 1   | 0          |
| Sturm      | Fernando Morena       | Peñarol Montevideo          | 2. Feb. 1952  | 31    | 2                 | 1   | 0          |
| Sturm      | Juan Muhlethaler      | Rampla Juniors              | 17. Dez. 1954 | 28    | 0                 | 0   | 0          |
| Sturm      | Venancio Ramos        | Peñarol Montevideo          | 20. Juni 1959 | 24    | 4                 | 0   | 0          |

Trainer:  Omar Borrás

### Venezuela
| Position   | Name                 | Verein                      | Geburtsdatum  | Alter | Anzahl der Spiele | Tor | Rote Karte |
| ---------- | -------------------- | --------------------------- | ------------- | ----- | ----------------- | --- | ---------- |
| Torwart    | César Baena          | FC Caracas                  | 13. Jan. 1961 | 22    | 2                 | 0   | 0          |
| Torwart    | Daniel Nikolac       | AC Mineros de Guayana       | 11. Mai 1961  | 22    | 0                 | 0   | 0          |
| Torwart    | Vicente Vega         | Portuguesa FC               | 21. Feb. 1955 | 28    | 2                 | 0   | 0          |
| Abwehr     | Pedro Acosta         | Deportivo Portugués         | 28. Nov. 1959 | 23    | 4                 | 0   | 0          |
| Abwehr     | Julio Barboza        | Deportivo Táchira FC        | 5. Nov. 1954  | 28    | 2                 | 0   | 0          |
| Abwehr     | Carlos Betancourt    | Zamora FC                   | 10. Nov. 1957 | 25    | 4                 | 0   | 0          |
| Abwehr     | Johnny Castellanos   | Zamora FC                   | 13. Dez. 1959 | 23    | 2                 | 0   | 0          |
| Abwehr     | Robert Ellie         | Universidad de Los Andes FC | 11. Mai 1959  | 24    | 3                 | 0   | 0          |
| Abwehr     | Alberto Ramos        | Deportivo Petare            |               |       | 1                 | 0   | 0          |
| Abwehr     | Oscar Torres         | Estudiantes de Mérida       | 29. Mai 1959  | 24    | 2                 | 0   | 0          |
| Abwehr     | René Torres          | Universidad de Los Andes FC | 13. Okt. 1960 | 22    | 1                 | 0   | 1          |
| Mittelfeld | Braulen Barboza      | Atlético San Cristóbal      | 11. Mai 1955  | 28    | 2                 | 0   | 1          |
| Mittelfeld | Nelson Carrero       | Universidad de Los Andes FC | 3. Feb. 1953  | 30    | 4                 | 0   | 0          |
| Mittelfeld | Douglas Cedeño       | AC Mineros de Guayana       | 11. Feb. 1960 | 23    | 2                 | 0   | 0          |
| Mittelfeld | José Milillo         | Estudiantes de Mérida       | 17. Nov. 1961 | 21    | 1                 | 0   | 0          |
| Mittelfeld | Carlos Chiripa Pérez | Colegio San Agustín         |               |       | 0                 | 0   | 0          |
| Mittelfeld | José Rodríguez       | Deportivo Lara              |               |       | 4                 | 0   | 0          |
| Mittelfeld | Asdrúbal Sánchez     | Universidad de Los Andes FC | 1. Apr. 1958  | 25    | 2                 | 0   | 0          |
| Mittelfeld | Nicola Simonelli     | Deportivo Lara              | 20. Jan. 1958 | 25    | 1                 | 0   | 1          |
| Sturm      | Rodolfo Carvajal     | Atlético San Cristóbal      | 8. Feb. 1952  | 31    | 4                 | 0   | 0          |
| Sturm      | Pedro Febles         | Atlético San Cristóbal      | 18. Apr. 1958 | 25    | 4                 | 1   | 0          |
| Sturm      | Ildemaro Fernández   | Estudiantes de Mérida       | 27. Dez. 1961 | 21    | 1                 | 0   | 0          |
| Sturm      | José Gamboa          | Deportivo Portugués         |               |       | 1                 | 0   | 0          |
| Sturm      | Franco Rizzi         | Centro Ítalo Venezolano     | 13. Juli 1964 | 19    | 2                 | 0   | 0          |
| Sturm      | William Urdaneta     | Deportivo Lara              |               |       | 1                 | 0   | 0          |

Trainer:  Walter Róque

## Gruppe B

### Argentinien
| Position   | Name                | Verein                  | Geburtsdatum  | Alter | Anzahl der Spiele | Tor | Rote Karte |
| ---------- | ------------------- | ----------------------- | ------------- | ----- | ----------------- | --- | ---------- |
| Torwart    | Ubaldo Fillol       | Argentinos Juniors      | 21. Juli 1950 | 33    | 3                 | 0   | 0          |
| Torwart    | Nery Pumpido        | River Plate             | 30. Juli 1957 | 26    | 1                 | 0   | 0          |
| Abwehr     | José Luis Brown     | Estudiantes de La Plata | 11. Nov. 1956 | 26    | 2                 | 0   | 0          |
| Abwehr     | Juan Carlos Bujedo  | CA Vélez Sarsfield      | 6. März 1956  | 27    | 1                 | 0   | 0          |
| Abwehr     | Julián Camino       | Estudiantes de La Plata | 2. Mai 1961   | 22    | 2                 | 0   | 0          |
| Abwehr     | Néstor Clausen      | CA Independiente        | 29. Sep. 1962 | 20    | 1                 | 0   | 0          |
| Abwehr     | Oscar Garré         | Ferro Carril Oeste      | 9. Dez. 1956  | 26    | 4                 | 0   | 0          |
| Abwehr     | Omar Jorge          | CA Vélez Sarsfield      | 30. Aug. 1956 | 26    | 1                 | 0   | 0          |
| Abwehr     | Roberto Mouzo       | Boca Juniors            | 1. Aug. 1953  | 30    | 2                 | 0   | 0          |
| Abwehr     | Enzo Trossero       | CA Independiente        | 23. Mai 1953  | 30    | 3                 | 0   | 0          |
| Mittelfeld | Jorge Burruchaga    | CA Independiente        | 9. Okt. 1962  | 20    | 4                 | 3   | 0          |
| Mittelfeld | Ricardo Giusti      | CA Independiente        | 11. Dez. 1956 | 26    | 1                 | 0   | 0          |
| Mittelfeld | Rubén Insúa         | San Lorenzo de Almagro  | 17. Apr. 1961 | 22    | 1                 | 0   | 0          |
| Mittelfeld | Claudio Marangoni   | CA Independiente        | 17. Nov. 1954 | 28    | 3                 | 0   | 0          |
| Mittelfeld | Julio Olarticoechea | River Plate             | 18. Okt. 1958 | 24    | 1                 | 0   | 0          |
| Mittelfeld | José Daniel Ponce   | Estudiantes de La Plata | 26. Juni 1962 | 21    | 3                 | 0   | 0          |
| Mittelfeld | Jorge Rinaldi       | San Lorenzo de Almagro  | 23. März 1963 | 20    | 1                 | 0   | 0          |
| Mittelfeld | Miguel Ángel Russo  | Estudiantes de La Plata | 9. Apr. 1956  | 27    | 3                 | 0   | 0          |
| Mittelfeld | Alejandro Sabella   | Estudiantes de La Plata | 5. Nov. 1954  | 28    | 4                 | 0   | 0          |
| Sturm      | Ricardo Gareca      | Boca Juniors            | 10. Feb. 1958 | 25    | 3                 | 1   | 0          |
| Sturm      | Alberto Márcico     | Ferro Carril Oeste      | 13. Mai 1960  | 23    | 3                 | 0   | 0          |
| Sturm      | Victor Hugo Ramos   | Newell’s Old Boys       | 1958          | 25    | 4                 | 1   | 0          |

Trainer:  Carlos Bilardo

### Brasilien
| Position   | Name               | Verein                  | Geburtsdatum  | Alter | Anzahl der Spiele | Tor | Rote Karte |
| ---------- | ------------------ | ----------------------- | ------------- | ----- | ----------------- | --- | ---------- |
| Torwart    | Émerson Leão       | Corinthians São Paulo   | 11. Juni 1949 | 34    | 8                 | 0   | 0          |
| Torwart    | João Marcos        | Palmeiras São Paulo     | 1. Juni 1953  | 30    | 0                 | 0   | 0          |
| Torwart    | Acácio             | Atlético Mineiro        | 24. Jan. 1959 | 24    | 0                 | 0   | 0          |
| Abwehr     | Toninho Carlos     | FC Santos               | 11. Mai 1963  | 20    | 2                 | 0   | 0          |
| Abwehr     | Júnior             | Flamengo Rio de Janeiro | 29. Juni 1954 | 29    | 0                 | 0   | 0          |
| Abwehr     | Leandro            | Flamengo Rio de Janeiro | 17. März 1958 | 25    | 5                 | 0   | 0          |
| Abwehr     | Carlos Mozer       | Flamengo Rio de Janeiro | 19. Sep. 1960 | 22    | 8                 | 0   | 0          |
| Abwehr     | Geraldo Touro      | Botafogo FR             | 3. Feb. 1958  | 25    | 1                 | 0   | 0          |
| Abwehr     | Paulo Roberto      | Grêmio Porto Alegre     | 27. Jan. 1963 | 20    | 3                 | 0   | 0          |
| Abwehr     | Márcio Rossini     | FC Santos               | 20. Sep. 1960 | 22    | 7                 | 0   | 0          |
| Abwehr     | Wladimir           | Corinthians São Paulo   | 29. Aug. 1954 | 28    | 0                 | 0   | 0          |
| Mittelfeld | Andrade            | Flamengo Rio de Janeiro | 21. Apr. 1957 | 26    | 4                 | 0   | 2          |
| Mittelfeld | China              | Grêmio Porto Alegre     | 16. Sep. 1959 | 23    | 5                 | 0   | 0          |
| Mittelfeld | Mendonça           | Botafogo FR             | 23. Mai 1956  | 27    | 0                 | 0   | 0          |
| Mittelfeld | Jorginho Putinatti | Palmeiras São Paulo     | 23. Aug. 1959 | 23    | 8                 | 1   | 0          |
| Mittelfeld | Renato             | FC São Paulo            | 21. Feb. 1957 | 26    | 6                 | 0   | 0          |
| Mittelfeld | Sócrates           | Corinthians São Paulo   | 19. Feb. 1954 | 29    | 2                 | 0   | 0          |
| Mittelfeld | Douglas            | Cruzeiro Belo Horizonte | 1. März 1963  | 20    | 0                 | 0   | 0          |
| Sturm      | Éder Aleixo        | Atlético Mineiro        | 25. Mai 1957  | 26    | 6                 | 2   | 0          |
| Sturm      | Careca             | FC São Paulo            | 5. Okt. 1960  | 22    | 5                 | 0   | 0          |
| Sturm      | Roberto Dinamite   | CR Vasco da Gama        | 13. Apr. 1954 | 29    | 7                 | 3   | 0          |
| Sturm      | Renato Gaúcho      | Grêmio Porto Alegre     | 9. Sep. 1962  | 20    | 6                 | 1   | 0          |
| Sturm      | Leiz               | Portuguesa              | 27. Juli 1958 | 25    | 0                 | 0   | 0          |
| Sturm      | João Paulo         | FC Santos               | 15. Juni 1957 | 26    | 0                 | 0   | 0          |
| Sturm      | Tita               | Flamengo Rio de Janeiro | 1. Apr. 1958  | 25    | 7                 | 1   | 0          |

Trainer:  Carlos Alberto Parreira

### Ecuador
| Position   | Name                     | Verein                           | Geburtsdatum  | Alter | Anzahl der Spiele | Tor | Rote Karte |
| ---------- | ------------------------ | -------------------------------- | ------------- | ----- | ----------------- | --- | ---------- |
| Torwart    | Carlos Omar Delgado      | CD El Nacional                   | 7. Feb. 1950  | 33    | 3                 | 0   | 0          |
| Torwart    | Israel Rodríguez Soriano | Club Sport Emelec                | 16. Nov. 1960 | 22    | 1                 | 0   | 0          |
| Torwart    | Milton Vicente Rodríguez | CD El Nacional                   | 9. Juli 1954  | 29    | 0                 | 0   | 0          |
| Abwehr     | Wilson Armas             | CD El Nacional                   | 2. Apr. 1958  | 25    | 4                 | 0   | 0          |
| Abwehr     | Freddy Bravo             | LDU Portoviejo                   | 12. Apr. 1962 | 21    | 0                 | 0   | 0          |
| Abwehr     | Polo Carrera             | Deportivo Quito                  | 11. Jan. 1945 | 38    | 2                 | 0   | 0          |
| Abwehr     | Alfredo Encalada         | Deportivo Quito                  | 4. Sep. 1957  | 25    | 2                 | 0   | 0          |
| Abwehr     | Orly Klinger             | LDU Quito                        | 10. Okt. 1956 | 26    | 4                 | 0   | 0          |
| Abwehr     | Hans Maldonado           | CD El Nacional                   | 25. Juni 1956 | 27    | 4                 | 1   | 0          |
| Abwehr     | Orlando Narváez          | CD El Nacional                   | 26. Juni 1958 | 25    | 3                 | 0   | 0          |
| Abwehr     | Marcelo Proaño           | CD El Nacional                   | 31. Aug. 1958 | 24    | 0                 | 0   | 0          |
| Mittelfeld | Hamilton Cuvi            | 9 de Octubre                     | 8. Mai 1960   | 23    | 2                 | 0   | 0          |
| Mittelfeld | Luis Augusto Granda      | CD El Nacional                   | 2. Juli 1955  | 28    | 2                 | 0   | 0          |
| Mittelfeld | Tulio Quinteros          | Barcelona Sporting Club          | 4. Mai 1963   | 20    | 2                 | 0   | 0          |
| Mittelfeld | Carlos René Ron          | CD El Nacional                   | 16. Dez. 1953 | 29    | 0                 | 0   | 0          |
| Mittelfeld | Bolívar Ruiz             | LDU Quito                        | 29. Apr. 1958 | 25    | 1                 | 0   | 0          |
| Mittelfeld | Galo Vásquez             | Barcelona Sporting Club          | 31. Dez. 1957 | 25    | 3                 | 1   | 0          |
| Mittelfeld | José Jacinto Vega        | CD El Nacional                   | 27. Nov. 1958 | 24    | 3                 | 1   | 0          |
| Mittelfeld | José Villafuerte         | CD El Nacional                   | 27. Nov. 1956 | 26    | 3                 | 0   | 0          |
| Sturm      | Gabriel Cantos           | LDU Portoviejo                   | 22. Jan. 1957 | 26    | 0                 | 0   | 0          |
| Sturm      | Carlos Gorozabel         | LDU Quito                        | 8. Okt. 1958  | 24    | 2                 | 0   | 0          |
| Sturm      | José Vicente Moreno      | América de Quito                 | 25. Mai 1962  | 21    | 0                 | 0   | 0          |
| Sturm      | Lupo Quiñónez            | Manta SC                         | 12. Feb. 1957 | 26    | 4                 | 1   | 0          |
| Sturm      | Jorge Vinicio Ron        | Universidad Católica del Ecuador | 26. Feb. 1954 | 29    | 2                 | 0   | 0          |
| Sturm      | Mario Tenorio            | Barcelona Sporting Club          | 21. Aug. 1957 | 25    | 3                 | 0   | 0          |

Trainer:  Ernesto Guerra

## Gruppe C

### Bolivien
| Position   | Name                        | Verein                       | Geburtsdatum  | Alter | Anzahl der Spiele | Tor | Rote Karte |
| ---------- | --------------------------- | ---------------------------- | ------------- | ----- | ----------------- | --- | ---------- |
| Torwart    | Eduardo Terrazas            | Club Blooming                | 6. März 1962  | 21    | 4                 | 0   | 0          |
| Abwehr     | Carlos Arias Torrico        | Club Bolívar                 | 26. Aug. 1956 | 26    | 2                 | 0   | 0          |
| Abwehr     | Rolando Coimbra             | CD Guabirá                   | 25. Feb. 1960 | 23    | 3                 | 0   | 0          |
| Abwehr     | Roberto Pérez               | CD Guabirá                   | 17. Apr. 1960 | 23    | 2                 | 0   | 0          |
| Abwehr     | Carlos Urizar               | Club Bolívar                 | 16. Jan. 1957 | 26    | 4                 | 0   | 0          |
| Abwehr     | Edgar Vaca                  | CD Guabirá                   | 2. Mai 1956   | 27    | 3                 | 0   | 0          |
| Mittelfeld | Carlos Fernando Borja       | Club Bolívar                 | 25. Dez. 1956 | 26    | 2                 | 0   | 0          |
| Mittelfeld | Jorge Camacho Vaca          | Club Petrolero de Cochabamba | 13. März 1956 | 27    | 1                 | 0   | 0          |
| Mittelfeld | Edgar Castillo              | Club Blooming                | 16. Feb. 1956 | 27    | 2                 | 0   | 0          |
| Mittelfeld | José Milton Melgar          | Club Blooming                | 20. Sep. 1956 | 26    | 3                 | 1   | 0          |
| Mittelfeld | David Paniagua              | Club Blooming                | 30. Apr. 1959 | 24    | 4                 | 1   | 0          |
| Mittelfeld | Erwin Romero                | Club Blooming                | 27. Juli 1957 | 26    | 4                 | 1   | 0          |
| Mittelfeld | Ramiro Vargas               | Club Bolívar                 | 22. Okt. 1958 | 24    | 3                 | 0   | 0          |
| Mittelfeld | Johnny Villaroel Delgadillo | Club Jorge Wilstermann       | 5. Apr. 1955  | 28    | 0                 | 0   | 0          |
| Sturm      | Miguel Aguilar Eguez        | Oriente Petrolero            | 29. Sep. 1953 | 29    | 1                 | 0   | 0          |
| Sturm      | Ovidio Messa                | Club The Strongest           | 12. Dez. 1952 | 30    | 4                 | 0   | 0          |
| Sturm      | Silvio Edmundo Rojas        | Club The Strongest           | 3. Nov. 1959  | 23    | 4                 | 1   | 0          |
| Sturm      | Fernando Salinas            | Club Bolívar                 | 18. Mai 1960  | 23    | 3                 | 0   | 0          |

Trainer:  Wilfredo Camacho

### Kolumbien
| Position   | Name                       | Verein                 | Geburtsdatum  | Alter | Anzahl der Spiele | Tor | Rote Karte |
| ---------- | -------------------------- | ---------------------- | ------------- | ----- | ----------------- | --- | ---------- |
| Torwart    | James Mina                 | Independiente Santa Fe | 17. Juli 1954 | 29    | 3                 | 0   | 0          |
| Torwart    | Pedro Zape                 | Deportivo Cali         | 3. Juni 1949  | 34    | 1                 | 0   | 0          |
| Abwehr     | Pedro Manuel Blanco        | Atlético Junior        | 28. Juni 1958 | 25    | 0                 | 0   | 0          |
| Abwehr     | Oscar Bolaño               | Atlético Junior        | 14. Mai 1951  | 32    | 4                 | 0   | 0          |
| Abwehr     | Alvaro Diego Escobar Hoyos | Independiente Medellín | 16. Mai 1955  | 28    | 1                 | 0   | 0          |
| Abwehr     | Víctor Hugo Espinosa       | América de Cali        |               |       | 0                 | 0   | 0          |
| Abwehr     | Carlos Hoyos               | América de Cali        | 28. Feb. 1962 | 21    | 0                 | 0   | 0          |
| Abwehr     | Víctor Luna                | Atlético Nacional      | 27. Okt. 1959 | 23    | 0                 | 0   | 0          |
| Abwehr     | Nolberto Molina            | Millonarios FC         | 5. Jan. 1953  | 30    | 4                 | 1   | 0          |
| Abwehr     | Miguel Augusto Prince      | Millonarios FC         | 30. Juli 1957 | 26    | 2                 | 1   | 0          |
| Mittelfeld | Juan Edgardo Caicedo       | América de Cali        | 13. Sep. 1952 | 30    | 4                 | 0   | 0          |
| Mittelfeld | Antony de Ávila            | América de Cali        | 30. Dez. 1963 | 19    | 1                 | 0   | 0          |
| Mittelfeld | Hernán Darío Herrera       | Atlético Nacional      | 28. Okt. 1957 | 25    | 4                 | 0   | 0          |
| Mittelfeld | Norberto Peluffo           | Atlético Nacional      | 26. Mai 1958  | 25    | 2                 | 0   | 0          |
| Mittelfeld | Pedro Sarmiento            | Atlético Nacional      | 26. Okt. 1956 | 26    | 4                 | 0   | 0          |
| Mittelfeld | Henry Viáfara              | América de Cali        | 20. Apr. 1953 | 30    | 2                 | 0   | 0          |
| Sturm      | Jesús Barrios              | Atlético Junior        | 1. Okt. 1961  | 21    | 2                 | 0   | 0          |
| Sturm      | José Ernesto Díaz          | Millonarios FC         | 13. Sep. 1952 | 30    | 4                 | 0   | 0          |
| Sturm      | Fernando Fiorillo          | Atlético Junior        | 23. Nov. 1956 | 26    | 2                 | 1   | 0          |
| Sturm      | Arnoldo Iguarán            | Millonarios FC         | 18. Jan. 1957 | 26    | 4                 | 0   | 0          |
| Sturm      | Willington Ortiz           | Millonarios FC         | 26. März 1952 | 31    | 1                 | 0   | 0          |
| Sturm      | Alex Valderrama            | Unión Magdalena        | 1. Okt. 1960  | 22    | 3                 | 1   | 0          |

Trainer:  Efraín Sánchez

### Peru
| Position   | Name                 | Verein                    | Geburtsdatum  | Alter | Anzahl der Spiele | Tor | Rote Karte |
| ---------- | -------------------- | ------------------------- | ------------- | ----- | ----------------- | --- | ---------- |
| Torwart    | Eusebio Acasuzo      | Universitario de Deportes | 8. Apr. 1952  | 31    | 6                 | 0   | 0          |
| Abwehr     | Jorge Aguayo         | FBC Melgar                | 25. Okt. 1955 | 27    | 3                 | 0   | 0          |
| Abwehr     | Rubén Toribio Díaz   | Sporting Cristal          | 17. Apr. 1952 | 31    | 3                 | 0   | 0          |
| Abwehr     | Jaime Duarte         | Alianza Lima              | 27. Feb. 1955 | 28    | 5                 | 0   | 1          |
| Abwehr     | Raúl García          | Universitario de Deportes | 21. Sep. 1959 | 23    | 1                 | 0   | 0          |
| Abwehr     | Jorge Nelson Ramírez | FBC Melgar                | 22. Okt. 1955 | 27    | 5                 | 0   | 0          |
| Abwehr     | Pedro Requena        | Sport Boys                | 15. Okt. 1961 | 21    | 6                 | 0   | 0          |
| Mittelfeld | Pedro Bonelli        | Deportivo Municipal       | 20. Okt. 1956 | 26    | 2                 | 0   | 0          |
| Mittelfeld | José Casanova        | Alianza Lima              | 12. Mai 1964  | 19    | 4                 | 0   | 0          |
| Mittelfeld | Germán Carlos Leguía | Universitario de Deportes | 2. Jan. 1954  | 29    | 5                 | 1   | 0          |
| Mittelfeld | Jorge Olaechea       | Alianza Lima              | 27. Aug. 1956 | 26    | 2                 | 0   | 0          |
| Mittelfeld | Luis Reyna           | Sporting Cristal          | 16. Mai 1959  | 24    | 4                 | 0   | 0          |
| Mittelfeld | Roberto Rojas        | Alianza Lima              | 26. Okt. 1955 | 27    | 3                 | 0   | 0          |
| Mittelfeld | José Velásquez       | Alianza Lima              | 4. Juni 1952  | 31    | 6                 | 0   | 0          |
| Sturm      | Juan Caballero Lora  | Sporting Cristal          | 27. Juni 1958 | 25    | 4                 | 2   | 0          |
| Sturm      | Eduardo Malásquez    | Deportivo Municipal       | 13. Okt. 1957 | 25    | 6                 | 2   | 0          |
| Sturm      | Alberto Mora         | Sporting Cristal          | 21. Dez. 1959 | 23    | 2                 | 0   | 0          |
| Sturm      | Franco Navarro       | Sporting Cristal          | 10. Nov. 1961 | 21    | 6                 | 2   | 0          |
| Sturm      | Genaro Neyra         | FBC Melgar                | 8. Okt. 1952  | 30    | 1                 | 0   | 0          |
| Sturm      | Eduardo Rey Muñoz    | Universitario de Deportes | 7. Aug. 1957  | 26    | 2                 | 0   | 0          |

Trainer:  Juan José Tan

## Halbfinale

### Paraguay
| Position   | Name                | Verein              | Geburtsdatum  | Alter | Anzahl der Spiele | Tor | Rote Karte |
| ---------- | ------------------- | ------------------- | ------------- | ----- | ----------------- | --- | ---------- |
| Torwart    | Roberto Fernández   | Club Cerro Porteño  | 9. Juli 1954  | 29    | 2                 | 0   | 0          |
| Abwehr     | Rogelio Delgado     | Club Olimpia        | 12. Okt. 1959 | 23    | 2                 | 0   | 0          |
| Abwehr     | Justo Jacquet       | Club Cerro Porteño  | 9. Sep. 1961  | 21    | 1                 | 0   | 0          |
| Abwehr     | Carlos César Olmedo | Sportivo Luqueño    | 18. Juni 1960 | 23    | 2                 | 0   | 0          |
| Abwehr     | Oscar Surián        | Club Libertad       | 7. Aug. 1959  | 24    | 2                 | 0   | 0          |
| Abwehr     | Juan Torales        | Club Libertad       | 9. März 1956  | 27    | 2                 | 0   | 0          |
| Mittelfeld | Gustavo Benítez     | Club Olimpia        | 5. Feb. 1953  | 30    | 2                 | 0   | 0          |
| Mittelfeld | Dario Figueredo     | Club Cerro Porteño  | 7. Feb. 1957  | 26    | 1                 | 0   | 0          |
| Mittelfeld | Aldo Florentín      | Club Cerro Porteño  | 10. Nov. 1957 | 25    | 2                 | 0   | 0          |
| Mittelfeld | Pedro Garay         | Club Sol de América | 19. Okt. 1961 | 21    | 1                 | 0   | 0          |
| Mittelfeld | Fidel Miño          | Club Nacional       | 24. Apr. 1957 | 26    | 1                 | 0   | 0          |
| Sturm      | Roberto Cabañas     | New York Cosmos     | 11. Apr. 1961 | 22    | 1                 | 0   | 1          |
| Sturm      | Ramón Hicks         | Club Libertad       | 30. Mai 1959  | 24    | 1                 | 0   | 0          |
| Sturm      | Alfredo Mendoza     | Club Cerro Porteño  | 12. Dez. 1963 | 19    | 2                 | 0   | 0          |
| Sturm      | Milcíades Morel     | Sportivo Luqueño    | 9. Sep. 1953  | 29    | 2                 | 1   | 0          |
| Sturm      | Julio César Romero  | New York Cosmos     | 28. Aug. 1960 | 22    | 2                 | 0   | 0          |

Trainer:  Ramón Rodríguez